# Науковий консенсус
Науковий консенсус — колективні рішення, позиції і думки співтовариства учених у певній галузі науки в конкретний момент часу. Консенсус припускає загальну згоду, але не обов'язкову одностайність. Науковий консенсус не є, сам по собі, науковим аргументом, і не є частиною наукового методу, проте зміст консенсусу сам по собі може ґрунтуватися на наукових аргументах і на науковому методі.
Консенсус, досягається як правило, через спілкування на конференціях, в процесі публікації, повторення і перевірки чужих результатів і рецензування наукових робіт. Це призводить до ситуації, в якій учені усередині окремої області легко розуміють, що такий консенсус існує, тоді як пояснити його наявність людям з боку є складним завданням, оскільки нормальні наукові дебати про уточнювальні деталі можуть сприйматися ними як спростування консенсусу. Час від часу наукові структури випускають спеціальні видання, присвячені короткому викладу поточного консенсусу в якій-небудь галузі для його просування в ширші наукові кола. У тих випадках, коли є мало протиріч, що стосуються теми дослідження, встановлення наукового консенсусу досягається досить легко.
Науковий консенсус може бути використаний у популярній або політичній суперечці з питань, які є спірними в публічній сфері, але які не є спірними у рамках наукового співтовариства, таких, як наявність біологічної еволюції чи відсутність зв'язку вакцинації і аутизму.

## Як консенсус змінюється з часом
Існує велика кількість філософських, історичних і соціологічних теорій щодо процесів розвитку наукового консенсусу. Оскільки історія науки надзвичайно складна, і існує тенденція проектувати відомі нині результати розвитку консенсусу на минуле, виділяючи тих, що «виграли» і тих, що «програли», побудувати акуратну і точну модель розвитку науки дуже складно. Це стає надскладним також і завдяки тому, що різні галузі науки по-різному ставляться до різних форм доказів і експериментальної перевірки.
Більшість моделей розвитку науки спираються на примат нових даних, що отримуються за допомогою експериментів. Філософ Карл Поппер припустив, что так як жодна кількість експериментів не може довести наукову теорію, но один-єдиний експеримент може спростувати її, то увесь науковий прогрес повинен базуватися на процесі спростування, коли експерименти поставлено так, щоб одержати емпіричні дані, які не можуть бути пояснені у рамках існуючої теорії, що буде демонструвати її хибність і вимагати побудови нової теорії.
Серед найбільш впливових супротивників такого підходу виділяється історик Томас Самуель Кун, який заперечив, що повна сукупність експериментальних даних завжди містить деякі протиріччя з теорією, і тільки лише їх наявність і навіть спростування ними якої-небудь теорії не приводить до істотного розвитку науки або підривання наукового консенсусу. Він припустив, що науковий консенсус працює у формі «парадигм», які складаються з пов'язаних між собою теорій і їх вихідних припущень, а також положень про природу допустимої теорії взагалі, які розділяються дослідниками в цій галузі. Кун показав, що тільки після накопичення достатньої кількості «серйозних» аномалій науковий консенсус входить в стадію «кризи». У цей момент активно розробляються нові теорії і парадигми і кінець кінцем одна з конкуруючих парадигм змінює попередню — відбувається не еволюція, а революція в науці, зміна парадигм. Модель Куна підкреслює також соціальні і особисті аспекти розвитку теорій, показуючи на історичних прикладах, що науковий консенсус ніколи не був справою чистої логіки або тільки фактів. Проте ці періоди нормальної і кризової науки не є взаємовиключними. Дослідження показують, що вони швидше є різними паралельно існуючими і використовуваними шляхами ведення наукового дослідження, чим різні історичні періоди.
Останнім часом деякі радикальніші філософи, такі як Пол Карл Фейєрабенд, дотримуються думки, що науковий консенсус чисто умовний і не відноситься ні до якої зовнішньої відносно науки істини. Ці погляди, хоча і породили широку дискусію, зазвичай не розділяються навіть філософами.

## Науковий консенсус і наукова меншість
Як стандартний приклад прояву психологічного принципу «схильності до підтвердження», наукові результати, що підтверджують існуючий консенсус, як правило, прихильніше сприймаються науковим співтовариством, ніж ті, які суперечать йому. У деяких випадках учені, які критикують поточну парадигму, серйозно критикуються за свої оцінки. Дослідження, яке ставить під сумнів добре підтверджену наукову теорію, зазвичай перевіряється прискіпливіше для з'ясування відповідності скрупульозності і документованості дослідження силі заявлених ефектів. Ця обачність і акуратна ретельна перевірка використовуються для того, щоб захистити науку від передчасного відходу від розробки ідей, добре обґрунтованих інтенсивними дослідженнями, у бік нових ідей, які ще повинні пройти перевірку часом і експериментом. Проте такий розвиток подій часто призводить до конфлікту між прибічниками нових ідей і прибічниками консенсусу, тобто ідей поширеніших, причому як у разі подальшого прийняття нової ідеї співтовариством, так і її відкидання.
Томас Кун у книзі Структура наукових революцій (1962) розглянув цю проблему детально. Деяку кількість прикладів зміни консенсусу у міру накопичення доказів дає сучасна історія науки, наприклад:
- Теорія дрейфу материків Альфреда Вегенера не визнавалася основною масою геологів, доки накопичені неспростовні докази і запропонований прийнятний механізм джерела їх руху не привели до зміни парадигми фіксизму парадигмою мобілізму через 50 років після формулювання теорії.
- Теорія симбіогенезу, запропонована Лінн Маргуліс в 1960-х рр., тепер практично загальноприйнята як теорія походження мітохондрій і пластид.
- Теорія переривчастої рівноваги, запропонована в 1972 році палеонтологами Нільсом Елдриджем і Стівеном Гулдом, яка доки не стала домінуючою, але визнається як дійсно можливий шлях еволюції.
- Теорія про існування пріонів — особливих інфекційних агентів, чисто білкових, які не містять нуклеїнових кислот, і викликають, наприклад, губчасту енцефалопатію — запропонована С. Прузінером і спочатку знехтувана, оскільки існування організмів, які розмножуються без участі рибонуклеїнових кислот, до цього вважалося неможливим.
- Теорія бактерійного походження більшості гастритів і виразок шлунку, пов'язаного з Helicobacter pylori, яку в 1982 році запропонували Роберт Воррен і Баррі Маршалл, була спочатку відхилена медиками, оскільки вважалося, що жодні бактерії не можуть виживати в агресивному середовищі шлункового соку. Маршалл поставив експеримент на собі, випивши культуру бактерії і продемонструвавши розвиток виразки, яку потім успішно задавив прийомом антибактеріальних засобів[10].

Проте, на кожну ідею, прийняту науковим співтовариством, доводиться безліч ідей, невірність яких дійсно було доведено. Два класичні приклади — N- промені і полімерна вода.

## Невизначеність і науковий консенсус у політичній стратегії
У публічних дебатах на політичні теми твердження про те, що серед учених на цю тему існує консенсус, часто використовується як аргумент для затвердження вірності теорії і підтримки для пропонованого образу дій тими, хто отримує вигоду від стратегії, ґрунтованої на цьому консенсусі. Аналогічно твердження про відсутність консенсусу часто просуваються протилежними сторонами.
Полеміка навколо питання про наявність наукового консенсусу з причин глобального потепління торкнулася широких громадських кіл. Проте історик науки Наомі Орескес опублікувала в Science статтю, де показує, що огляд анотацій 928 наукових статей, опублікованих між 1993 і 2003 роками, демонструє повну відсутність анотацій, які явним чином відкидають теорію антропогенного характеру глобального потепління. У редакційній статті Washington Post Орескес стверджує, що супротивники антропогенного характеру потепління викладають стан науки таким чином, що реальний нормальний діапазон наукової невизначеності будь-яких фактів перетворюється на враження, що в цій області є істотні наукові розбіжності або взагалі відсутній консенсус. Дослідження Орескес потім були підтверджені іншими методами з більшою інтерпретаційною незалежністю.
Теорія еволюції — загальноприйнята частина біологічної науки, причому її проникнення настільки глибоке, що тільки дуже невелика частина біологічних феноменів може бути зрозуміла без звернення до її концепцій. Опоненти еволюції стверджують, що в науковому співтоваристві існують значні розбіжності в позиціях з цього питання. C. Дж. Гулд заперечує на це, що креаціоністи не розуміють суті дебатів в еволюційній теорії, які йдуть не про те, чи «є» еволюція, а про те, «як» вона протікає.
Внутрішньо властива науці невизначеність — теорії ніколи не можуть бути остаточно доведені, але тільки спростовані (див. Фальсифікаціонізм) — ставить перед політиками, стратегами, юристами і бізнесменами серйозну проблему. Там, де наукові або філософські питання можуть перебувати в підвішеному стані десятиліттями, ці люди вимушені приймати важливі рішення по них, базуючись тільки на сучасному розумінні питання, навіть якщо воно швидше за все неповно, неточно і не є навіть відносною істиною. Найтонша частина питання — це визначити, що з пропонованих наукою варіантів щонайближче до істини. Наприклад, соціальні дії проти паління, ймовірно, почалися набагато пізніше за досягнення більш-менш стійкого наукового консенсусу щодо шкоди паління.
Окремі сфери політики, такі як дозвіл на використання певних технологій, можуть мати величезні і далеко сягаючі політичні, економічні і психологічні наслідки, якщо наукові пророцтва розійдуться з дійсністю.
Розробка стратегії на базисі очевидного наукового консенсусу в жодному разі не перешкоджає постійній переоцінці як самого наукового консенсусу, так і відчутних результатів прийнятих рішень. Більше того, ті ж міркування, які вселяють упевненість в правильності консенсусу, приводять і до його безперервної перевірки — з відповідним уточненням стратегії, якщо це необхідно.

## Ресурси Інтернету
- Науковий консенсус[недоступне посилання з червня 2019]
- Green Facts. Scientific Consensus